# Cecil Frank Powell
Cecil Frank Powell, angleški fizik, * 5. december 1903, Tonbridge, grofija Kent, Anglija, † 9. avgust 1969, dolina Valsassina, Italija.
Powell je leta 1950 prejel Nobelovo nagrado za fiziko »za razvoj fotografskega postopka raziskovanja jedrskih procesov in odkritja, povezana z mezoni in odkrita na ta način.«